# Arch Enemy
Arch Enemy es una banda  sueca de death metal melódico formada en Halmstad en 1995.
En sus inicios exploró el death metal original, pero sufrió una transformación musical después del cambio de integrantes que tuvo, comenzando a abarcar un sonido más melódico que continúa vigente a día de hoy. Sus letras hablan de rebelión y suelen criticar a la sociedad y a la religión cristiana La banda es procedente de Suecia, formada en 1996 por el guitarrista Michael Amott junto al vocalista Johan Liiva. La banda ha publicado diez álbumes de estudio, dos en directo, tres EP y dos DVD. La banda fue originalmente liderada por Johan Liiva, hasta que Angela Gossow se unió a la banda como vocalista en 2001. En 2014, Gossow dejó la banda y fue remplazada por Alissa White-Gluz, exvocalista de The Agonist.

## Historia
Fundada por el guitarrista Michael Amott (Spiritual Beggars, Carcass y Carnage), quien reclutando a su hermano Christopher también guitarrista, Johan Liiva (Furbowl) en voces y bajo, y Daniel Erlandsson (exmiembro de Eucharist) en la batería, formarían una de las bandas más importantes del metal actual.

### Black Earth(1996)
En 1996 salió a la luz su primer trabajo, llamado Black Earth, de un estilo pesado y rápido, donde destaca una técnica envidiable de los hermanos Amott en las guitarras, también muy destacable por tener fuertes parecidos con los últimos trabajos de Carcass, entendible pues Michael formó parte de Carcass. En su reedición, el álbum además contiene dos versiones de Iron Maiden que son «The Ides of March» del álbum Killers, y «Aces High» del álbum Powerslave.

### Stigmata(1998)
En 1998 se une un nuevo bajista, Martin Bengtsson, dejando a Liiva únicamente en voces, y un nuevo baterista, Peter Wildoer. También fue el año de la publicación de su segundo trabajo, Stigmata, más melódico y técnico que su antecesor. Su popularidad siguió creciendo en su país y se empezaban a abrir camino en Europa. A finales de 1998 vuelve Daniel Erlandsson a la batería y cambian a Martin por el conocido bajista Sharlee D’Angelo (Mercyful Fate, Witchery).

### Burning Bridges(1999)
En 1999 empiezan a grabar su tercer disco, Burning Bridges, tras lo cual emprenden una gira americana. Japón, sin embargo, no se quedó atrás y publicaron en mayo su nuevo trabajo, que alcanzó gran demanda durante las primeras semanas y llegó a estar posicionados en el lugar número 21 de las listas de ventas nacionales en Japón. Luego de esto, una gran presentación en el festival Dynamo de Holanda y una extensa gira por Europa junto a In Flames, Dark Tranquillity y Children of Bodom, dejaron bien puesta la bandera de la banda. A finales de 1999, Sharlee se reemplazó por Roger Nilsson, y se embarcaron a principios de 2000 en su primera gira norteamericana, con Nevermore.
En Japón ya eran grandes estrellas del metal, por lo que publicaron Burning Japan Live, disco en directo que recoge temas de sus tres discos de estudio. En ese año ocurrió uno de los grandes cambios: volvió D'Angelo al bajo, pero quizás el reclutamiento más inesperado sería el de la alemana Angela Gossow. En su edición japonesa el álbum contiene dos Bonus tracks: Scream of Anger (cover de Europe), Fields of Desolation '99.

### Wages Of Sin(2001)
Mike Amott quería un sonido más rápido y directo, una voz más demoníaca, y por supuesto lograr abrirse en el mercado occidental; y qué mejor al ser unas de las pocas bandas de death metal melódico con una mujer en la voz. Así, con estos cambios de formación, entran a grabar su nuevo trabajo, Wages of Sin, que vería la luz en abril de 2001.

### Anthems of Rebellion(2003)
A diferencia de años anteriores, la formación no sufrió cambios, y publicaron en 2003 Anthems of Rebellion, con un sonido más directo y menos melódico, pero que les sirvió para cumplir sus expectativas de conquista del público occidental. También publicaron el EP Dead Eyes See No Future, que incluía además de temas en directo, donde se nota la excelente calidad vocal de Angela, versiones de Megadeth, Manowar y Carcass.

### Doomsday Machine(2005)
En 2005 publicaron Doomsday Machine. Público y crítica esperaban un disco más comercial, pero la banda entregó un excelente álbum, ultramelódico y con una Angela desbordante. También en 2005 se retiró Cristopher Amott, uno de los pilares de la banda, para buscar nuevos horizontes musicales, e ingresa el guitarrista Fredrik Åkesson, con el que emprendieron la gira por Europa, grabándose en las ciudades de Londres y Mánchester el primer DVD en directo de la banda, titulado Live Apocalypse.
Meses después, Chris Amott declaró por qué decidió abandonar Arch Enemy:

Ya no me sentía creativo musicalmente, no me divertía más. Arch Enemy es una banda muy trabajadora, y estar de gira es grandioso. Pero si no estás disfrutando los conciertos, entonces no es divertido.

### Rise Of The Tyrant(2007)

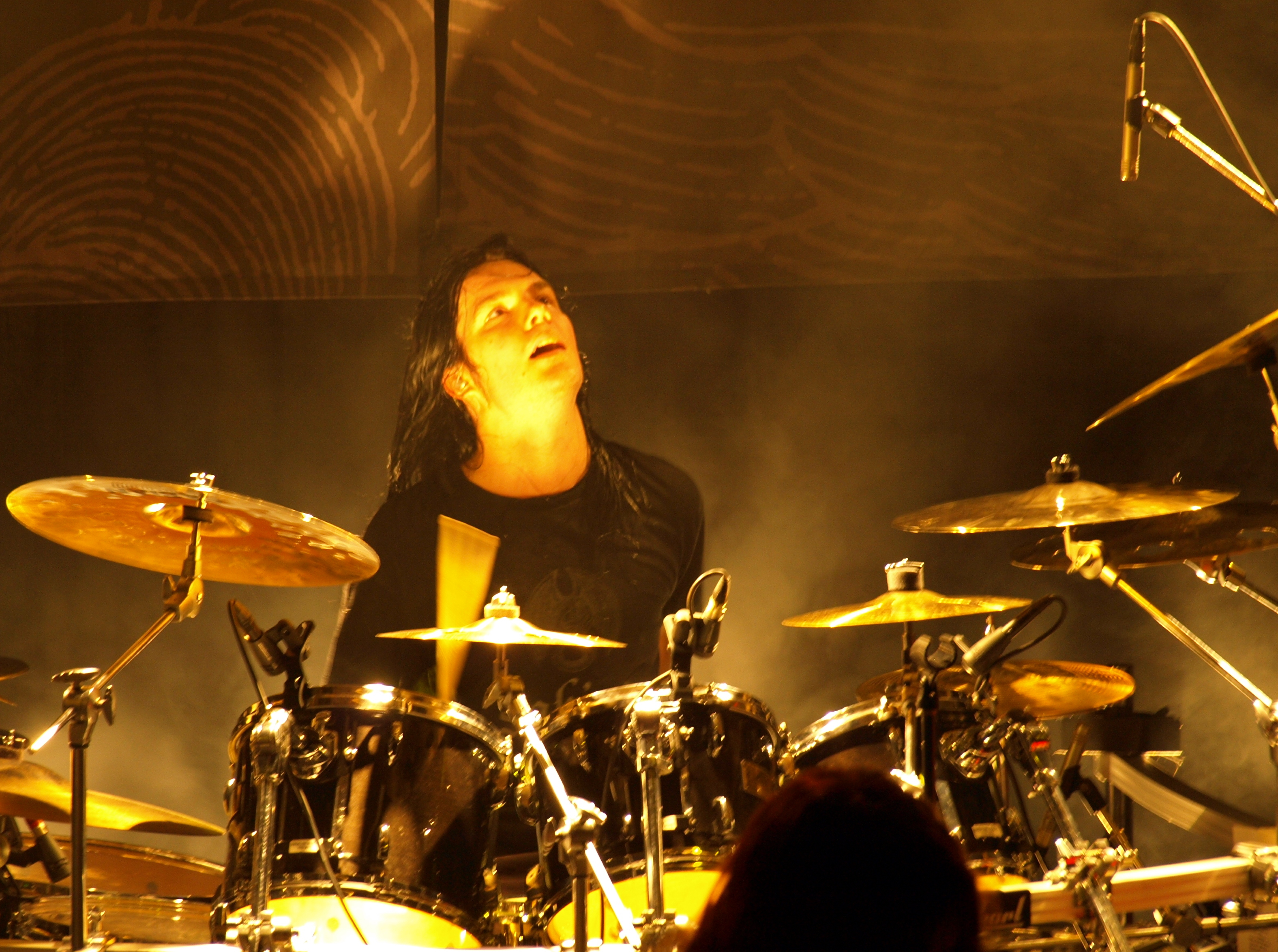
Baterista de Arch Enemy, Daniel Erlandsson (2008)

El 24 de septiembre de 2007 fue publicado un nuevo álbum de estudio, Rise Of The Tyrant, con el regreso del guitarrista Christopher Amott. Su hermano mayor, Michael Amott, opina que es el disco supremo de la banda, en el que se había hallado finalmente el estilo final que se buscaba, velocidad y agresividad musical mezclado con líneas melódicas resaltantes en coros y solos; sin embargo, el nivel de brutalidad comparado con Doomsday Machine fue ligeramente reducido, aunque esto no evitó que fuese un disco muy aclamado en el panorama «metálico». Para la edición japonesa del disco se editó una pista adicional en forma de versión de la canción «The Oath» de la banda Kiss, y en el EP Revolution Begins otra versión del tema «Walk in the Shadows» de la banda Queensryche.
Terminada la grabación de Rise of the Tyrant la banda realizó una gira por Europa, América y Japón bajo el nombre de Tyranny and Bloodsheed Tour; en este último país se grabó su segundo DVD en directo bajo el nombre Tyrants of the Rising Sun (Live in Japan), que fue publicado el 24 de noviembre en Europa y el 25 en América.

### The Root Of All Evil(2009)

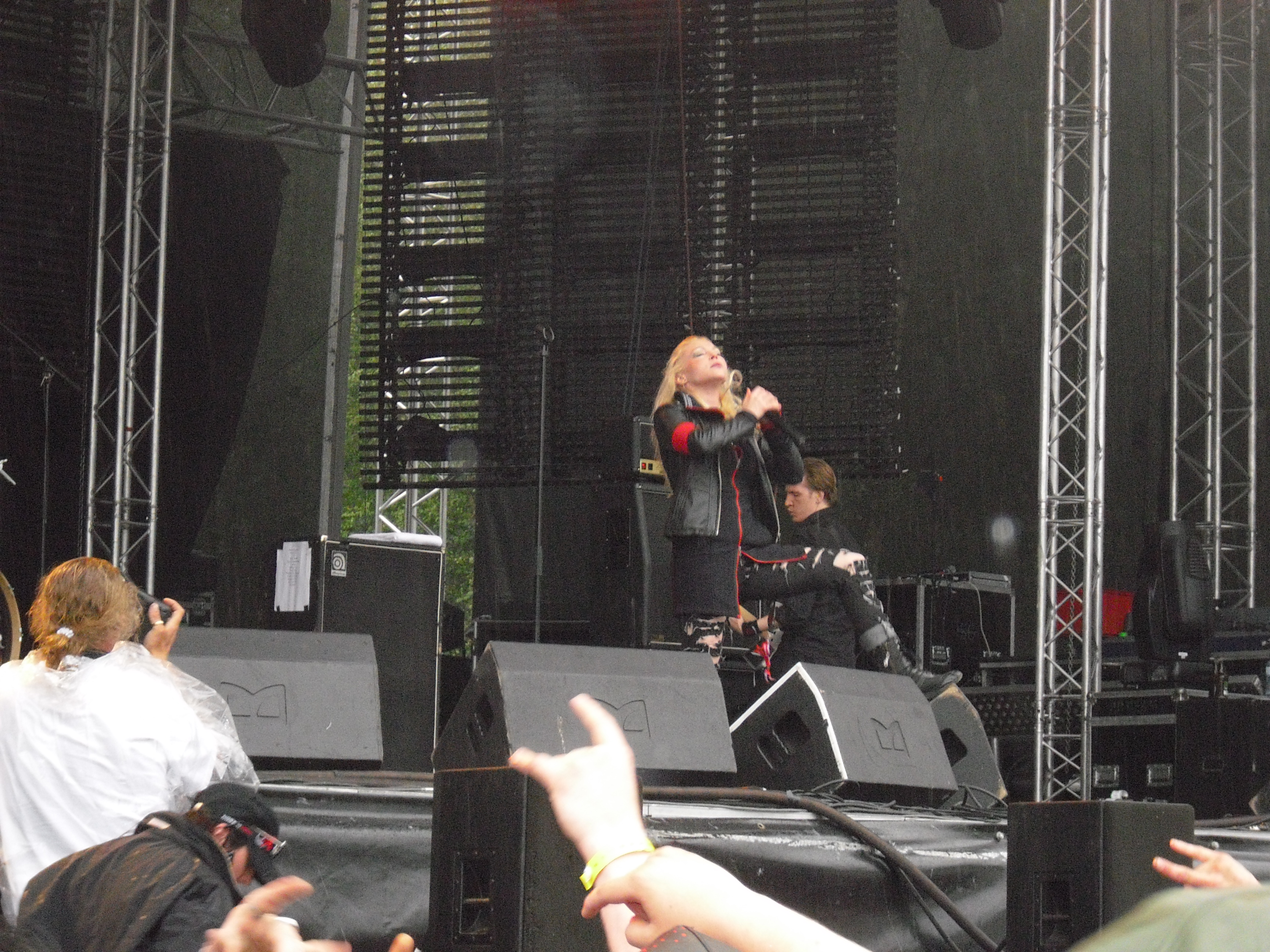
Arch Enemy en vivo en el Norway Rock Festival en 2009

El 28 de septiembre de 2009, Arch Enemy publica su nueva obra, The Root of All Evil. Este álbum especial consiste en versiones regrabadas de temas de sus primeros tres álbumes «Black Earth», «Stigmata» y «Burning Bridges» cantados en su momento por Johan Liiva, lo que les dio la oportunidad de actualizarse con su visceral sonido.
Además de una introducción compuesta especialmente para el disco The Root Of All Evil, también se incluyeron tres cortes en directo, «Bury Me An Angel» (Black Earth), «The Immortal» (Burning Bridges) y «Bridge Of Destiny» (Stigmata), todos con su respectiva versión en estudio. De Black Earth: «Dark Insanity», «Demoniality», «Transmigration Macabre». Stigmata: «Beast Of Man», «Diva Satanica», Burning Bridges: «Demonic Science», «Dead Inside», «Pilgrim», «Silverwing».

### Khaos Legions(2011)

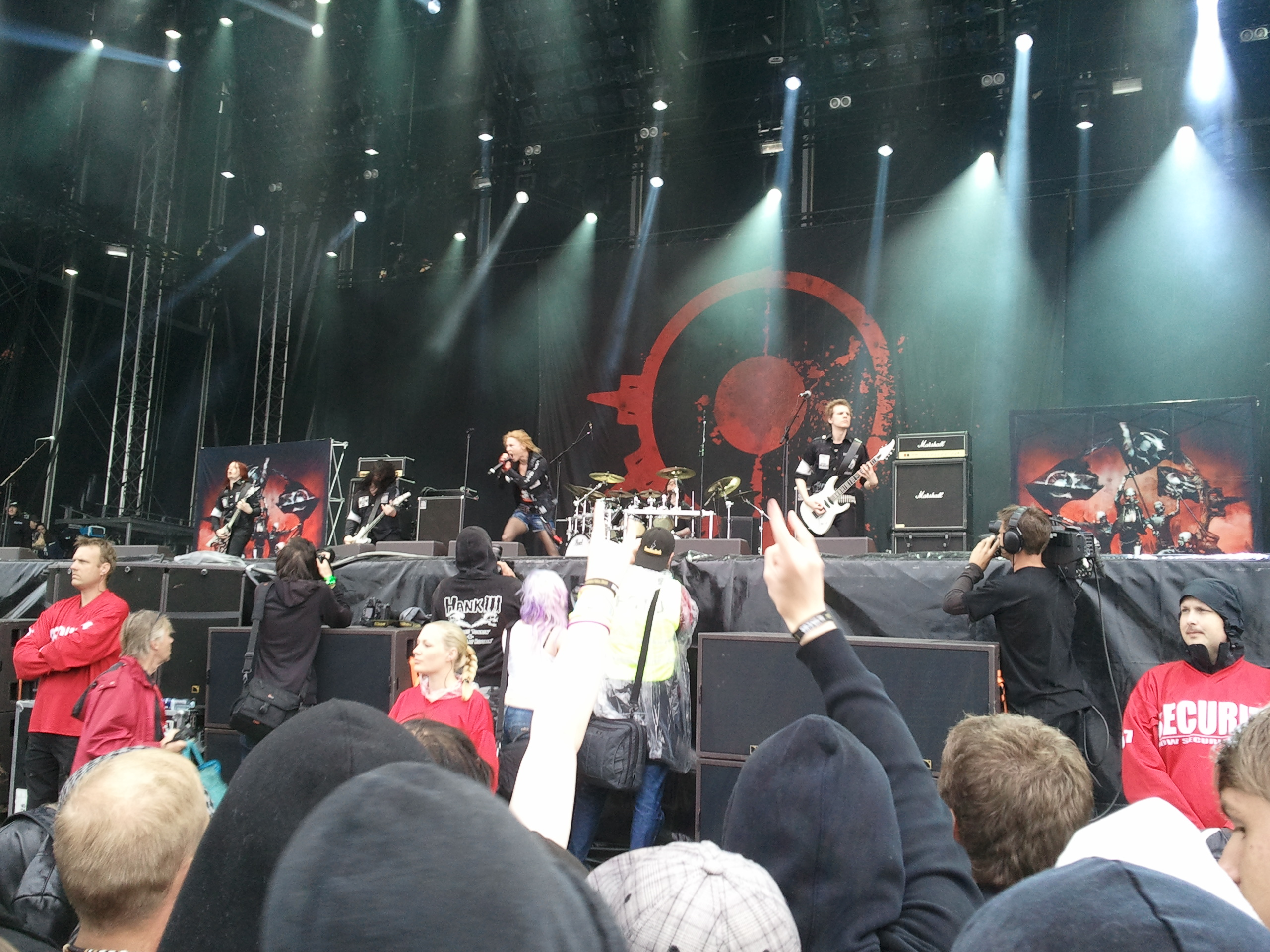
Arch Enemy en vivo en el Metaltown Festival 2011

Según una entrevista con Angela Gossow en septiembre de 2010, Arch Enemy entraron a estudio el 1 de diciembre para comenzar a grabar su octavo álbum, para ser lanzado en junio de 2011, de acuerdo con el sitio oficial de la banda. El álbum es Khaos Legions, y su primer sencillo fue lanzado por el sitio web Century Media el 31 de marzo, titulado «Yesterday is Dead and Gone».
El 3 de marzo de 2012 fue anunciado vía Facebook que Christopher Amott una vez más había salido de la banda. Fue reemplazado por Nick Cordle de  Arsis. Arch Enemy lanzó su vídeo musical tercio de Khaos Legions el 25 de abril de 2012 para «Under Black Flags We March». No sólo Nick Cordle aparecen en el vídeo, también grabó un solo de guitarra nuevo, haciendo de este su tema debut con la banda.

### War Eternal(2014)
Al respecto del álbum War Eternal, Michael Amott comentó: “al igual que Khaos Legions, este disco también lo produjimos nosotros. Tenemos una visión clara del sonido que queremos para Arch Enemy, y de hecho podemos lograrlo sin la ayuda de productores externos. También tenemos la ventaja de contar con dos talentosos ingenieros entre nuestros integrantes, como son Daniel Erlandsson (batería) y Nick Cordle (guitarra).
El 17 de marzo de 2014 el grupo anunció en su sitio web que con el lanzamiento de War Eternal, Angela Gossow dejaría de ser vocalista de la banda para dedicarse enteramente a labores administrativas, pasando a ocupar su puesto Alissa White-Gluz, quien era vocalista de la banda canadiense The Agonist.
El 28 de marzo de 2014 se revela por medio de su página oficial la portada del disco creado por Costin Chioreanu, War Eternal fue lanzado el 9 de junio de 2014 en Europa, este álbum ya no contaba con la participación de la cantante Angela Gossow, sino con Alissa White-Gluz (ex The Agonist).
Aunque Alissa utilizara voces en limpio en The Agonist, los integrantes de la banda prometieron que todo serían guturales y high screams, y fue así en todas las canciones, aunque en "Avalanche" se puede escuchar de fondo una parte del estribillo con Alissa cantando en limpio.
"As The Pages Burn" fue la primera canción escrita por Alissa y de la que se hizo un vídeo lírico; otras canciones que escribió fueron "No More Regrets" de la cual se realizó un vídeo oficial, "Time Is Black", "On And On" y "Avalanche",  ella misma declaró que la mayoría de las canciones que escribió para War Eternal se le venían a la mente al levantar a las 3 o 4 de la madrugada debido a una terrible pesadilla.Las canciones restantes fueron escritas por Michael Amott y toda la música también fue escrita por él y en ocasiones de la ayuda de Nick Cordle y Daniel Erlandsson.
El álbum cuenta con dos pistas adicionales que son versiones de "Breaking The Law" de Judas Priest (edición japonesa) y "Shadow On The Wall" de Mike Oldfield. Todas las canciones fueron grabadas en Suecia como se indica al final del álbum original.
El 17 de junio, anunciaron los puestos en las listas de canciones y afirmaron que batieron récords en Alemania #9 (antes #15), Finlandia #5 (antes #9), Reino Unido #85 (antes #107), Austria #13 (antes #37) y Suiza #16 (antes #41).
Durante su primera gira con Arch Enemy, a Alissa se le rompió una costilla, aun así siguió dando conciertos.
El 17 de noviembre de 2014, Arch Enemy anunció a Jeff Loomis como su nuevo guitarrista, reemplazando a Nick Cordle, con quien solamente habían grabado War Eternal, confirmaron que Jeff participaría en las próximas giras de la banda.
El 5 de mayo de 2015 lanzaron una nueva versión de la canción "Stolen Life" con unos solos añadidos característicos del estilo de Loomis.

### Will To Power(2017)

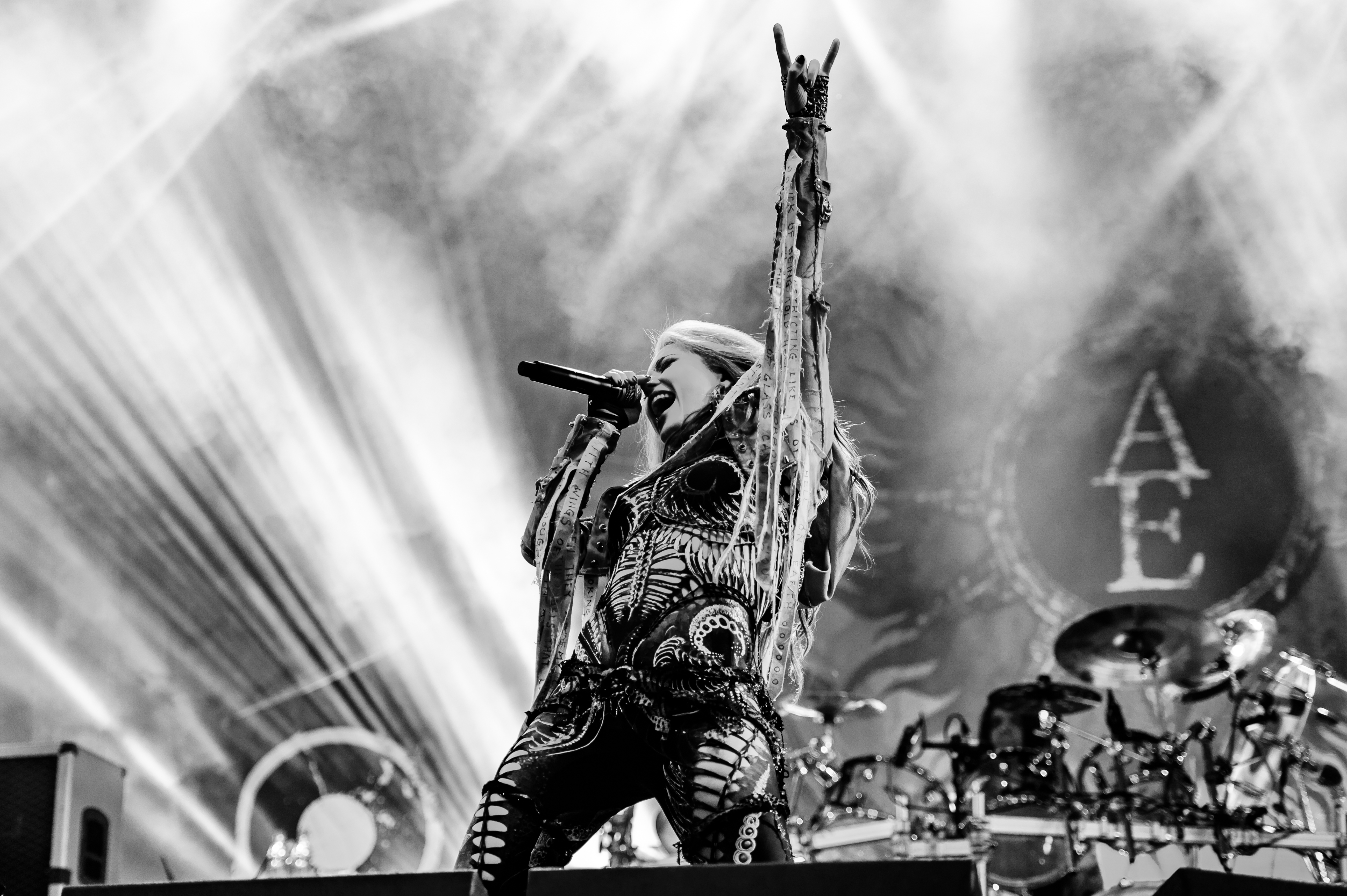
Arch Enemy en directo 2017

Tras el éxito de War Eternal, la banda inició una gira mundial. Los miembros de Arch Enemy decidieron grabar de manera profesional su actuación en Wacken 2016. Esta grabación se publicó en 2017 con el nombre de "As The Stages Burn!", tanto en CD como en DVD.
Poco después, compusieron y grabaron un nuevo álbum de estudio. A finales de 2017 salió a la venta su disco Will To Power. Para promocionarlo, la banda grabó videoclips para tres de sus canciones: "The World Is Yours", "The Eagle Flies Alone" y "The Race". En palabras de Michael Amott "el álbum tiene un gran equilibrio entre los tradicionales Arch Enemy y nuevas influencias llegadas con los nuevos miembros". Una particularidad del disco es que, por primera vez en su historia, han grabado una balada.
Actualmente Arch Enemy se encuentran presentando su nuevo disco por diversos países.

## Miembros
| Formación actual - Michael Amott - Guitarra rítmica - líder (1995-presente), Teclado (2005, 2007), Bajo (1995) - Daniel Erlandsson - Batería (1995-1997, 1998-presente) - Sharlee D'Angelo - Bajo (1999-presente) - Alissa White-Gluz - Voz principal (2014-presente) - Jeff Loomis - Guitarra rítmica - líder (2014-2023) - Joey Conception - Guitarra rítmica - líder (2024-presente) | Miembros pasados - Angela Gossow - Voz principal (2000-2014) - Christopher Amott - Guitarra rítmica (1995-2005, 2007-2012) - Johan Liiva - Voz principal (1995-2000), Bajo (1995-1997, 1998) |

Miembros ocasionales (estudio y en vivo)
- Fredrik Nordström: Teclado en Black Earth, Stigmata y Burning Bridges
- Per Wiberg: Piano, Piano de cola y Mellotron en Burning Bridges y Teclado en Wages of Sin, Anthems of Rebellion y Khaos Legions
- Dick Lövgren: bajista en gira (1999)
- Roger Nilsson: bajista en gira (1999-2000)
- Gus G.: guitarrista en gira (2005)

## Discografía
| Álbumes de estudio - 1996: Black Earth - 1998: Stigmata - 1999: Burning Bridges - 2001: Wages of Sin - 2003: Anthems of Rebellion - 2005: Doomsday Machine - 2007: Rise Of The Tyrant - 2011: Khaos Legions - 2014: War Eternal - 2017: Will to Power - 2022: Deceivers - 2025: Blood Dynasty Álbumes en directo - 1999: Burning Japan Live 1999 - 2006: Live Apocalypse - 2008: Tyrants of the Rising Sun - 2016: War Eternal Tour: Tokyo Sacrifice - 2017: As The Stages Burn! Extended Play - 2002: Burning Angel - 2004: Dead Eyes See No Future - 2007: Revolution Begins - 2009: The Root of All Evil - 2015: Stolen Life - 2019: Covered in blood |

## Videoclips
- «Bury me an Angel» (1996)
- «The Immortal» (1999)
- «Ravenous» (2002)
- «We Will Rise» (2003)
- «Dead Eyes See No Future» (2004)
- «Nemesis» (2005)
- «My Apocalypse» (2006)
- «Revolution Begins» (2007)
- «I Will Live Again» (2007)
- «Blood On Your Hands» (2008)
- «The Beast Of Man» (2009)
- «Dark Insanity» (2009)
- «Yesterday Is Dead And Gone» (2011)
- «Bloodstained Cross» (2011)
- «Cruelty Without Beauty» (2012)
- «Under Black Flags We March» (2012)
- «War Eternal» (2014)
- «You Will Know My Name» (2014)
- «No More Regrets» (2014)
- «Stolen Life» (2015)
- «The World Is Yours» (2017)
- «The Eagle Flies Alone» (2017)
- «The Race» (2017)
- «Reason to Believe» (2018)

El video de «Bury Me An Angel» presenta a la primera alineación oficial de la banda con Michael Amott, Christopher Amott, Daniel Erlandsson y Johan Liiva. Sharlee D'Angelo se une a la banda durante la grabación de Burning Bridges en 1999, por lo que no aparece en el vídeo de «Bury me an Angel». Angela Gossow aparece como integrante de la banda a partir de «Ravenous» y en cada vídeo subsecuente tras reemplazar a Liiva como vocalista de Arch Enemy. Para el vídeo «War Eternal» aparece Alissa White-Gluz para su debut con la banda.